# Hollósy Pál
Hollósy Pál névvariánsok: Hollóssy Pál, Hollósi Pál (Ipolyság, 1919. szeptember 30. – ?) magyar színész.

## Életpályája
Születési neve Hargitay Miklós. Rózsahegyi Kálmán színiiskoláját végezte el 1940-ben. Pályáját Ihász Aladár társulatánál kezdte, majd Hlatky László társulatában szerepelt. 1942-től szerződött a Pécsi Nemzeti Színházhoz, 1944-től a Józsefvárosi Színház, 1951-től A Magyar Néphadsereg Színház, 1954-től a Békés Megyei Jókai Színház tagja volt. 1958-tól 1978-ig, nyugdíjba vonulásáig az Állami Déryné Színház művésze volt. Színpadi sikereit főleg zenés darabokban aratta.

## Színházi szerepeiből

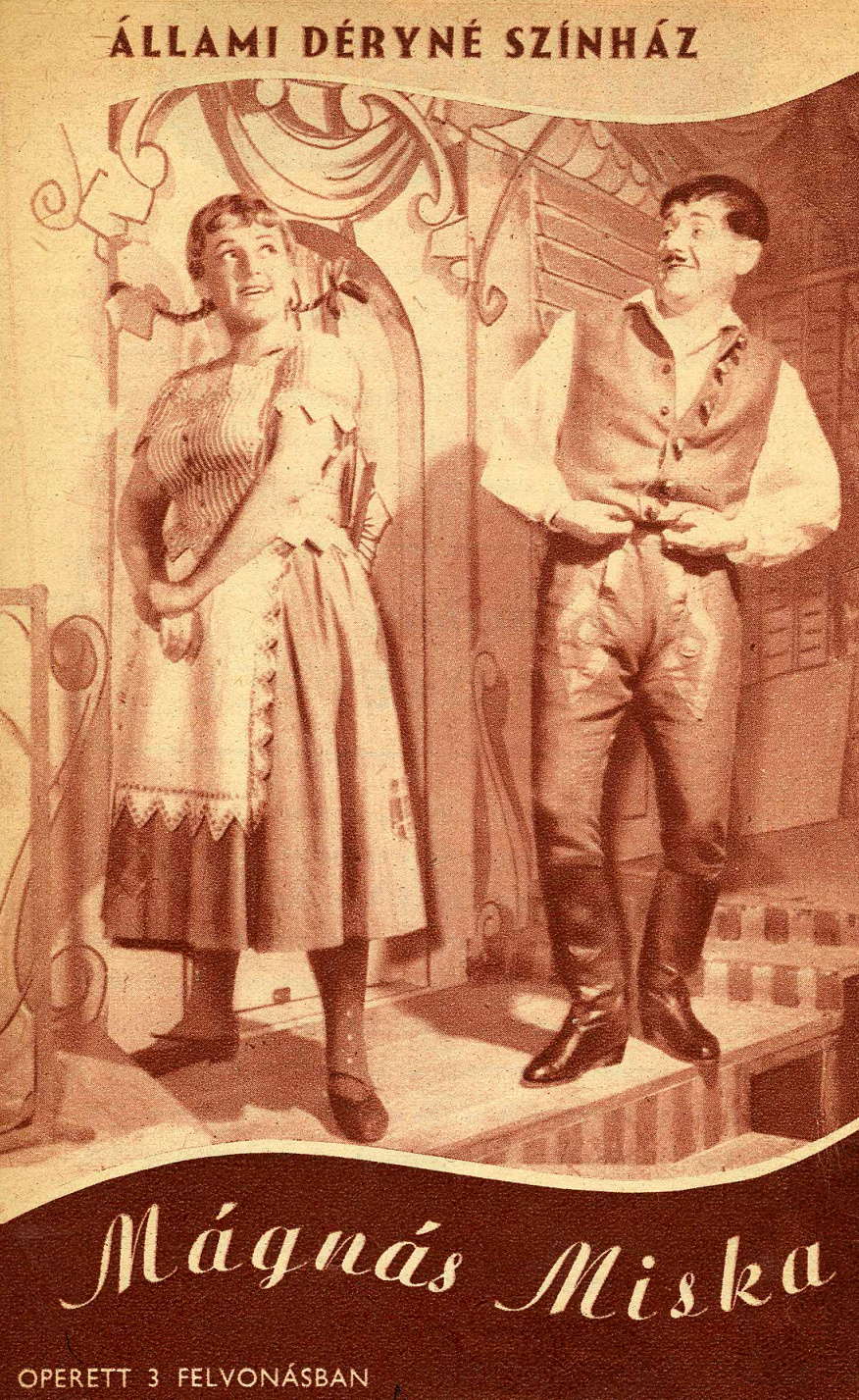
Csala Zsuzsa (Marcsa) és Hollósy Pál (Miska) az Állami Déryné Színház műsorfüzetének címlapján

- Edmond Rostand: Cyrano de Bergerac... II. Márki
- Friedrich Schiller: Tell Vilmos... II. legény
- Borisz Lavrenyov: Leszámolás... Hratkin
- Alekszej Arbuzov: Jó reggelt boldogság... A nőcsábász barátja
- Rudolf Trinner: Nem angyal a feleségem... Peter Hrubes
- Kacsóh Pongrác: János vitéz... A francia király
- Kodály Zoltán: Háry János... Marci bácsi
- Kálmán Imre: Csárdáskirálynő... Bóni gróf; Leopold Maria herceg
- Kálmán Imre: Marica grófnő... Zsupán; Strobach Móric herceg
- Szigligeti Ede: A cigány... Márton
- Szigligeti Ede: II. Rákóczi Ferenc fogsága... I. Inas
- Mikszáth Kálmán – Bondy Endre: Tavaszi rügyek... Szurina; Igazgató
- Molnár Ferenc: Delila... Csapos; Ügyvéd
- Molnár Ferenc: Olympia... Albert; Krehl, csendőr alezredes
- Jules Verne – Komlós Róbert: Sándor Mátyás... Boros
- Csizmarek Mátyás: Érdekházasság... Venczel Mihály
- Padisák Mihály: Engedetlen szeretők... Szélhajtó Sámuel
- Szirmai Albert – Bakonyi Károly – Gábor Andor: Mágnás Miska... Miska; Mixi gróf
- Ábrahám Pál: Hawaii rózsája... Buffy
- Fényes Szabolcs: Maya... Dixi
- Jacobi Viktor: Sybill... Poire
- Huszka Jenő: Gül Baba... Zülfikár
- Eisemann Mihály: Bástyasétány 77... Johnny
- Hámori Tibor – Nádas Gábor – Szenes Iván: Oké, Mister Kovács... Mr. Végh
- Gáspár Margit – Majláth Júlia – Dalos László: Kilépek a történelemből... Lakos; Adamek
- Bárány Tamás: Napkeleti királyasszony... Főimám; Udvari bolond
- Sármándi Péter: Peti meg a róka... Űrpilóta
- Babay József: Három szegény szabólegény... Öregecske